# Friedrich Jacob Merck
Friedrich Jacob Merck (Schweinfurt, 18 de fevereiro de 1621 – Darmstadt, 1678) foi um farmacêutico alemão. Foi o fundador da Engel-Apotheke, que deu origem às indústrias farmacêuticas Merck KGaA e Merck Sharp and Dohme.

## Biografia
Filho de Johann Merck (1573–1642), um respeitado estalajadeiro de Schweinfurt, dono da hospedaria "Zum schwarzen Bären" e conselheiro da cidade. Em 1641 – sete anos antes do final da Guerra dos Trinta Anos – saiu de Schweinfurt com a idade de 20 anos, para seguir sua carreira de farmacêutico em outro lugar. Trabalhou dentre outros lugares em Danzig, onde foi farmacêutico da corte. Em Wesselburen foi proprietário de uma farmácia. Estabeleceu-se em Darmstadt em data não conhecida. Em 1668 adquiriu a farmácia Zweite Stadtapotheke, fundada 14 anos antes, depois denominada Engel-Apotheke.
Friedrich Jacob Merck morreu em 1678 sem filhos. Ainda em vida declarou seu sobrinho Georg Friedrich Merck como herdeiro.